# 巴扎爾內卡拉布拉克區

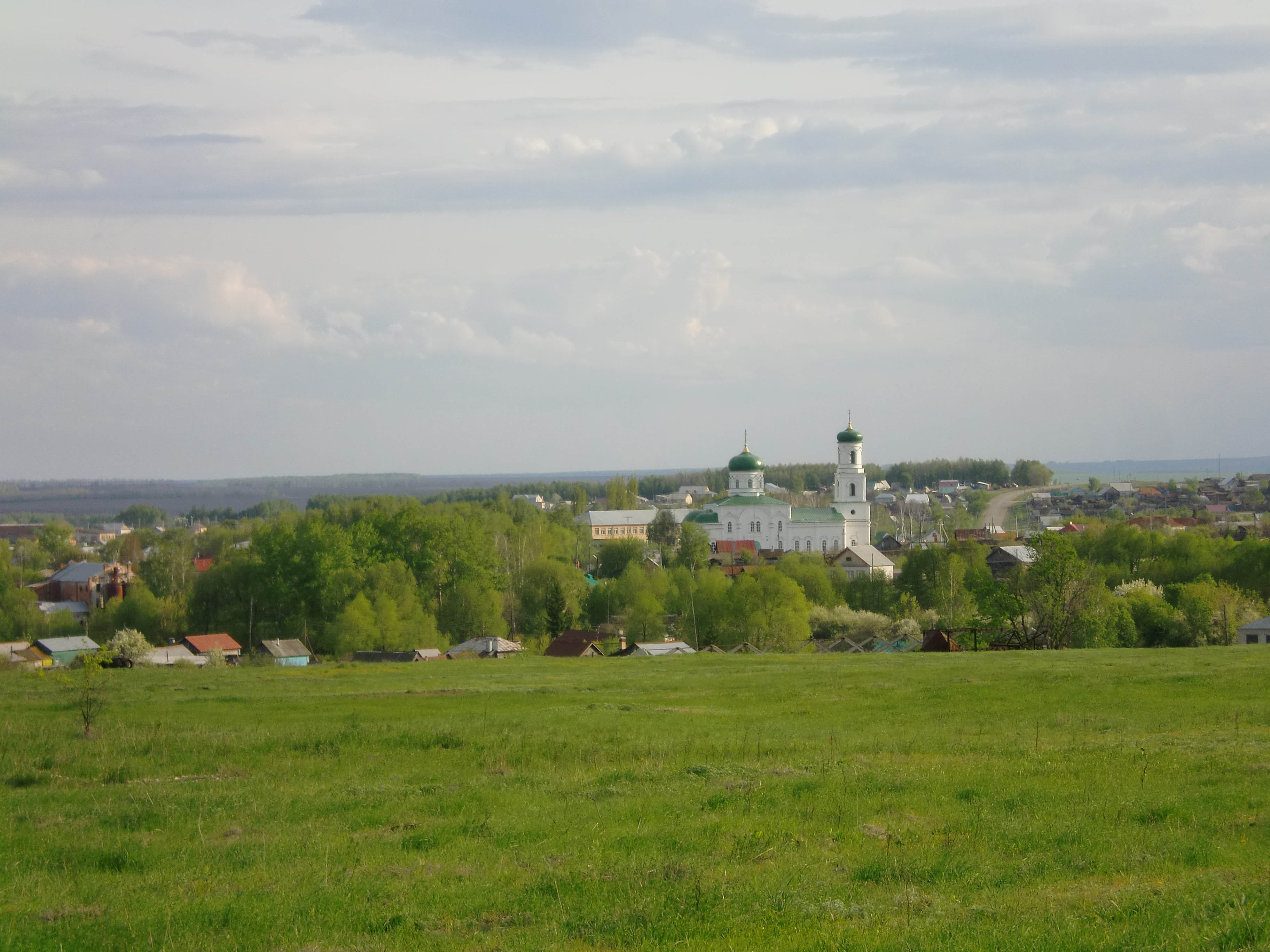

52°16′20″N 46°24′50″E / 52.27222°N 46.41389°E
巴扎爾內卡拉布拉克區（俄语：Базарно-Карабулакский район），是俄羅斯的一個區，位於該國西南部，由薩拉托夫州負責管轄，面積2,300平方公里，2010年人口31,841，人口密度每平方公里13.84人。